# Nowata
Pour le comté, voir Comté de Nowata.
La ville de Nowata est le siège du comté de Nowata, dans l’État d’Oklahoma, aux États-Unis. Sa population s’élevait à 3 731 habitants lors du recensement de 2010, estimée à 3 743 habitants en 2015.

## Source
- (en) Cet article est partiellement ou en totalité issu de l’article de Wikipédia en anglais intitulé « Nowata, Oklahoma » (voir la liste des auteurs).